# 戦術曳航ソナー

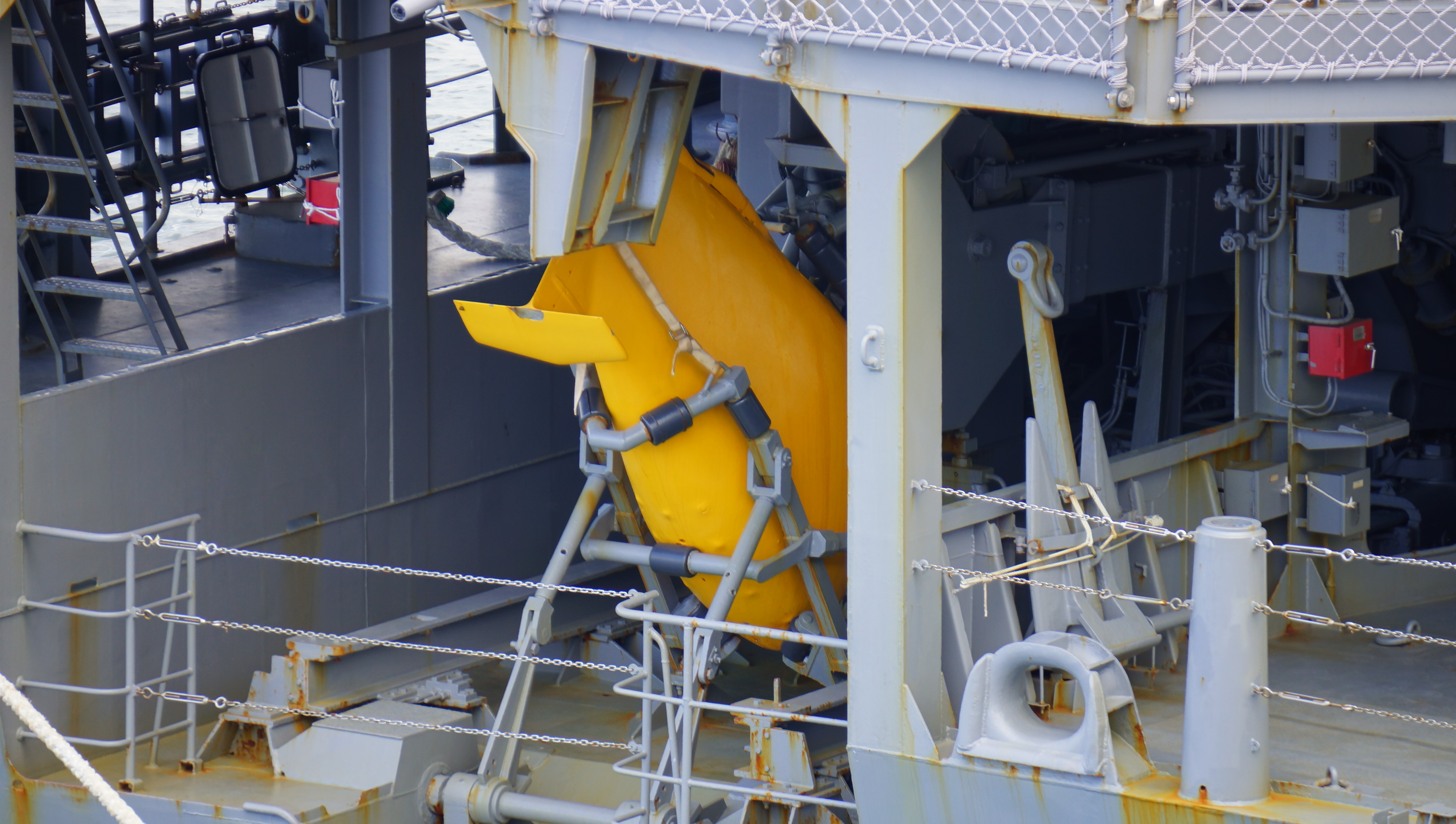
AN/SQR-18A（「くらま」搭載機）

戦術曳航ソナー（英語: TACtical Towed Array Sonar, TACTAS、タックタス）は、アメリカ海軍の水上艦用曳航ソナー・システム。また、これに準じた機種が西側諸国海軍で広く配備された。

## 来歴
1950年代より戦力化された原子力潜水艦は、水上航走やシュノーケル航走が不要になったことで、レーダーやアクティブ・ソナーなどに探知される可能性は極めて低くなっていた。一方で、常に原子炉や蒸気タービンからノイズを発生するという弱点があり、パッシブ・ソナーにより遠距離からでも聴知しうると期待された。このことから冷戦初期の対潜戦では、アメリカ海軍はパッシブ戦への移行によってソ連海軍の強大な潜水艦戦力への対抗を図っており、SOSUSと攻撃型原子力潜水艦（SSN）、対潜哨戒機によるパッシブ対潜戦システムを構築し、成功を収めた。
しかしソビエト連邦は諜報活動などによってこのパッシブ対潜戦システムの重要性に気づき、1970年代中期より、ヴィクターIII型SSN（671RTM型）やチャーリーII型SSGN（670M型）、デルタ型SSBN（667B型）など、対抗策を講じて静粛性を格段に向上させた潜水艦の艦隊配備を開始した。これにより、アメリカ軍のパッシブ対潜戦システムの効果は減殺されはじめていた。もともと、聴音能力という点では、水上艦に対して潜水艦が圧倒的に優位に立っており、その弱点をカバーするためにもパッシブ・センサーの整備が必要とされていた。
アメリカ海軍は、1960年代より、リニアアレイ・ソナーを用いた長距離探知の研究に着手した。まず第一世代のシステムとして、1967年にAN/SQR-14、1971年にAN/SQR-15が配備された。また1973年度からは、曳航ソナー・アレイを対潜艦に搭載する研究が着手された。まずETAS（Escort Towed Array Sensor）計画が開始され、これはSOSUSを補完する戦略レベルの対潜センサーであるAN/UQQ-2 SURTASSとして結実した。
そしてこれと並行して、戦術レベルの対潜センサーとして開発されたのが戦術曳航ソナー（TACTAS）である。要求事項は1973年に公示された。

## SQR-18
戦術曳航ソナーとして最初に配備されたシステム。EDO社による最初の2つの試作品の契約は1974年4月に締結された。ノックス級フリゲートでは、1980年度よりAN/SQR-18A(V)1の運用が開始された。
ソナー・アレイは全長735フィート (224 m)、直径3.25インチ (8.3 cm)で、防振措置を施した32個のハイドロフォンを8個のセクションに分割されている。
AN/SQR-18A(V)1
AN/SQS-35可変深度ソナーの吊下体を利用して曳航しており、730メートルのケーブルを有する。
AN/SQR-18A(V)2
AN/SQR-19の開発成果をバックフィットして、その曳航装置（OK-410）を使用しており、5,300フィート (1,600 m)におよぶケーブルによって曳航される。

## SQR-19
グールド社によって開発されたモデルであり、技術開発モデル（EDM）の開発契約は1977年12月に締結され、1981年11月には、初の実艦搭載として「ムースブラッガー」に搭載された。そしてその試験成績を踏まえて、1984年12月26日には量産型の生産を開始した。
ソナー・アレイは全長800フィート (240 m)、直径3.5インチ (8.9 cm)で、VLF用が8個（性能向上型では16個）、LF用が4個、MF用とHF用が2個ずつの計24個のモジュールから構成されており、また最後尾には、各モジュールが蛇行・湾曲するのを防ぐための抵抗器（ドローグ）が付加されている。曳航ケーブルは5,600フィート (1,700 m)長、運用深度は1,200フィート (370 m)とされる。最大探知距離は非公表だが、最適水測環境下で第2CZまでと見積もられる。
ドライエンドと称される艦上システムは、AN/UYS-1音響信号処理装置1基、OJ-452/UYQ-21コンソール2基、AN/UYK-20電子計算機4基から構成されている。使用する処理装置に応じて、現在までに3つのバージョンの存在が知られている。
AN/SQR-19(V)1
OJ-452(V)9コンソール2基と、OL-190(V)5音響信号変換装置1基を使用する。
AN/SQR-19(V)2
OJ-452(V)8コンソール2基と、OL-190(V)4音響信号変換装置1基を使用する。
AN/SQR-19(V)3
OJ-452(V)8コンソール2基と、OL-190(V)5音響信号変換装置1基を使用する。

## アメリカ国外における配備
カナダ海軍がハリファックス級フリゲートに装備するSQR-501 CANTASSは、SQR-19とほぼ同一であるとされている。また、スペイン海軍のサンタ・マリア級フリゲートにはSQR-19が装備されているが、これは世界で初めての完成機の輸出であった。
なお、聴音に特化したTACTASSのコンセプトに対し、アクティブ・モードでの運用に対応した機種として、タレス・グループによってATAS (発展型はCAPTAS) が開発されている。これは、可変深度ソナーとしての性格も備えており、また、TACTASSよりも小規模な設備で運用できるが、聴音モードでの探知距離はTACTASSに劣るほか、これと組み合わされるスフェリオン・ソナーも、小型ゆえに性能的にはSQS-53よりも劣っていることから、小型艦に装備できるようになっている一方で、対潜システム全体の性能はやや抑えられたものとなっている。

### えい航式パッシブソーナー
海上自衛隊が配備している曳航ソナーであるえい航式パッシブソーナーは、アメリカの戦術曳航ソナーにほぼ匹敵するものであるとされており、通称も同じTACTASSである。

## 搭載艦
アメリカ海軍
- ノックス級フリゲート - 一部艦がSQR-18A(V)1を後日装備
- スプルーアンス級駆逐艦 - 初期建造艦では後日装備、当初はSQR-18A(V)2、のちに順次SQR-19に換装
- オリバー・ハザード・ペリー級ミサイルフリゲート - 初期建造艦では後日装備、当初はSQR-18A(V)2、のちに順次SQR-19に換装
- キッド級ミサイル駆逐艦
- タイコンデロガ級ミサイル巡洋艦 - 後期建造艦でSQR-19を装備
- アーレイ・バーク級ミサイル駆逐艦 - SQR-19
- ズムウォルト級ミサイル駆逐艦

 カナダ海軍
- ハリファックス級フリゲート - SQR-501 CANTASS

 海上自衛隊
- しらね型護衛艦 - AN/SQR-18Aを後日装備
- 護衛艦「たかつき」「きくづき」 - FRAM改修時にAN/SQR-18Aを後日装備

 スペイン海軍
- サンタ・マリア級フリゲート - SQR-19